# Erica pseudocalycina
Erica pseudocalycina är en ljungväxtart som beskrevs av Robert Harold Compton. Erica pseudocalycina ingår i släktet klockljungssläktet, och familjen ljungväxter. Inga underarter finns listade i Catalogue of Life.